# Georges Pillement
Georges Pillement (Mayet, 23 de Março de 1898 - Paris, 14 de Abril de 1984) foi um escritor, tradutor, e diretor de fotografia francês.
A partir de 1941, publicou livros consagrados à salvaguarda de monumentos antigos e continuou sua ação na televisão, com a criação de associações e de uma exposição itinerante na década de 1960.

## Obras principais
Antologias
- Anthologie du théâtre français contemporain, 3 volumes :
  - Tome 1 : Le Théâtre d'avant-garde, éditions du Bélier, coll. Les documents littéraires, Paris, [entre 1945 et 1948], 449 p.
  - Tome 2 : Le Théâtre du boulevard, éditions du Bélier, coll. Les documents littéraires, Paris, [entre 1945 et 1948], 485 p.
  - Tome 3 : Le Théâtre des romanciers et poètes, éditions du Bélier, coll. Les documents littéraires, Paris, [entre 1945 et 1948], 317 p.
- Anthologie de la poésie amoureuse, 2 volumes :
  - Tome 1, éditions du Bélier, Paris, 1954, 279 p.
  - Tome 2, éditions du Bélier, Paris, 1955, 319 p.
- Anthologie des lettres d'amour, éditions du Bélier, Paris, 1956, 333 p.

- Plaisir d'amour, 1937, Prix des Deux Magots
- Beautés cachées de la France, Centre et Sud, éditions des Deux mondes, Paris, 1951, 183 p. – Réédition à l'identique : éditions H. Veyrier, Paris, 1966.
- Les cathédrales de France , éditions d'art les Heures claires, 1958, 145 p.

Fotografias
- Les Cathédrales d'Espagne, 3 volumes (textos e fotografias de Georges Pillement) :
  - Tome 1, éditions Bellenand, coll. Bibliothèque d'art et d'histoire, 1951, Paris, 55 p.
  - Tome 2, éditions Bellenand, coll. Bibliothèque d'art et d'histoire, 1952, Paris, 63 p.
  - Tome 3, éditions Bellenand, coll. Bibliothèque d'art et d'histoire, 1952, Paris, 64 p.
- L'Espagne inconnue : itinéraires archéologiques (), éditions Bernard Grasset, 1954, 280 p.

Romances
- François-les-Bas-Bleus, éditions Fayard, Paris, 1938, [pagination inconnue] – Réédition : Éditions de la Nouvelle revue Belgique, Paris et Bruxelles, 1942, 167 p.

Outros
- Destruction de Paris, éditions Bernard Grasset, Paris, 1941, 325 p.
- Le Château de Fontainebleau (textos de Georges Pillement, fotografias de Marc Foucault, sobre a direção artística de Emmanuel Boudot-Lamotte), éditions Tel, Paris, 1942, [pagination inconnue]
- Défense et illustration d'Avignon (textos de Georges Pillement, capa de Robert Joël), éditions Bernard Grasset, Paris, 1945, 136 p.
- Demeures parisiennes en péril, éditions Bernard Grasset, Paris, 1948, 197 p.
- Cloîtres et abbayes de France, éditions des Deux mondes, Paris, 1950, 192 p.
- Charme de Paris (textos de Georges Pillement, aquarelas de de J.-M. Le Tournier, éditions H. Piazza, Paris, 1959, 173 p.
- Du Cotentin, pays secret, au vert Bocage (textos de Georges Pillement, ilustrações de Marguerite Mackain-Langlois, éditions Aux dépens d'un mateur, Paris, 1966, 119 p.
- Les Environs de Paris disparus, éditions Albin Michel, Paris, 1968, 405 p.
- Châteaux de France, éditions Gautier-Languereau, coll. Jeunes bibliophiles, Paris, 1969, 191 p.
- Du Paris des rois au Paris des promoteurs, éditions Entente, coll. Les Cahiers de l'écologie, Paris, 1976, 194 p., ISBN 2-7266-0023-9
- Ernest Kosmoswki, Éditions Visages du monde, Paris, 1978, 63 p.
- La Bretagne inconnue, éditions Pierre Belfond, coll. Guide-itinéraires, Paris, 1979, 237 p.-32 p. de planches illustrées, ISBN 2-7144-1214-9.